# Søren Busk
Søren Thomas Busk (Glostrup, 10 aprile 1953) è un ex calciatore danese, di ruolo terzino destro o difensore centrale.

## Carriera

### Club
Dopo aver iniziato la carriera calcistica nel 1973 con il Golstrup IC, passò nel 1976 in Germania Ovest al Westfalia Herne, squadra di 2. Bundesliga. Dopo tre anni fu ceduto agli olandesi del Maastricht e dopo altri tre anni si trasferì in Belgio nel Gent. Dopo un solo campionato ritornò al Maastricht dove giocò un'altra stagione prima di approdare al Monaco nel 1986 e al Wiener Sport-Club nel 1987. Terminò la carriera in Danimarca nel 1988 con l'Herfølge.

### Nazionale
Con la Danimarca vanta 61 presenze impreziosite da due reti. Partecipò ai campionati europei di Francia 1984 e Germania Ovest 1988 e al campionato del mondo 1986.

## Palmarès
- Coppa del Belgio: 1

1984